# 43 Samodzielny Batalion Piechoty Zmotoryzowanej (Ukraina)
43 Samodzielny Batalion Piechoty Zmotoryzowanej „Patriota” – batalion Wojsk Lądowych Ukrainy, podporządkowany 53 Samodzielnej Brygadzie Zmechanizowanej. Jako batalion obrony terytorialnej brał udział w konflikcie na wschodniej Ukrainie. Batalion stacjonuje w Siewierodoniecku w obwodzie ługańskim.

## Działania bojowe
Batalion trafił do strefy walk 4 października 2014 r. i stacjonował tam bez przerw i rotacji 14 miesięcy. W tym okresie zabezpieczał ważne punkty, m.in. 25 punktów kontrolnych od Switłodarśka po drogę Artemiwśk-Donieck. Wykonywał również zadania bojowe pod Perwomajśkiem, następnie w pobliżu Gorłówki, a później pod Awdijiwką i Nowohorodśkem w obwodzie donieckim. W tym ostatnim miejscu batalion odniósł największe straty wśród zabitych i rannych, jednak nigdy nie poddał pozycji ani nie wycofał się.